# Mysterna
Mysterna is een plaats in de gemeente Göteborg in het landschap Bohuslän en de provincie Västra Götalands län in Zweden. De plaats heeft 2969 inwoners (2005) en een oppervlakte van 103 hectare. De plaats ligt op het via bruggen met het vasteland verbonden eiland Hisingen. De bebouwing in de plaats bestaat afwisselend uit rijtjeshuizen en vrijstaande huizen. De stad Göteborg ligt ongeveer twee kilometer ten zuiden van Mysterna en ongeveer 500 meter ten oosten van de plaats loopt de Europese weg 6.